# Alembik

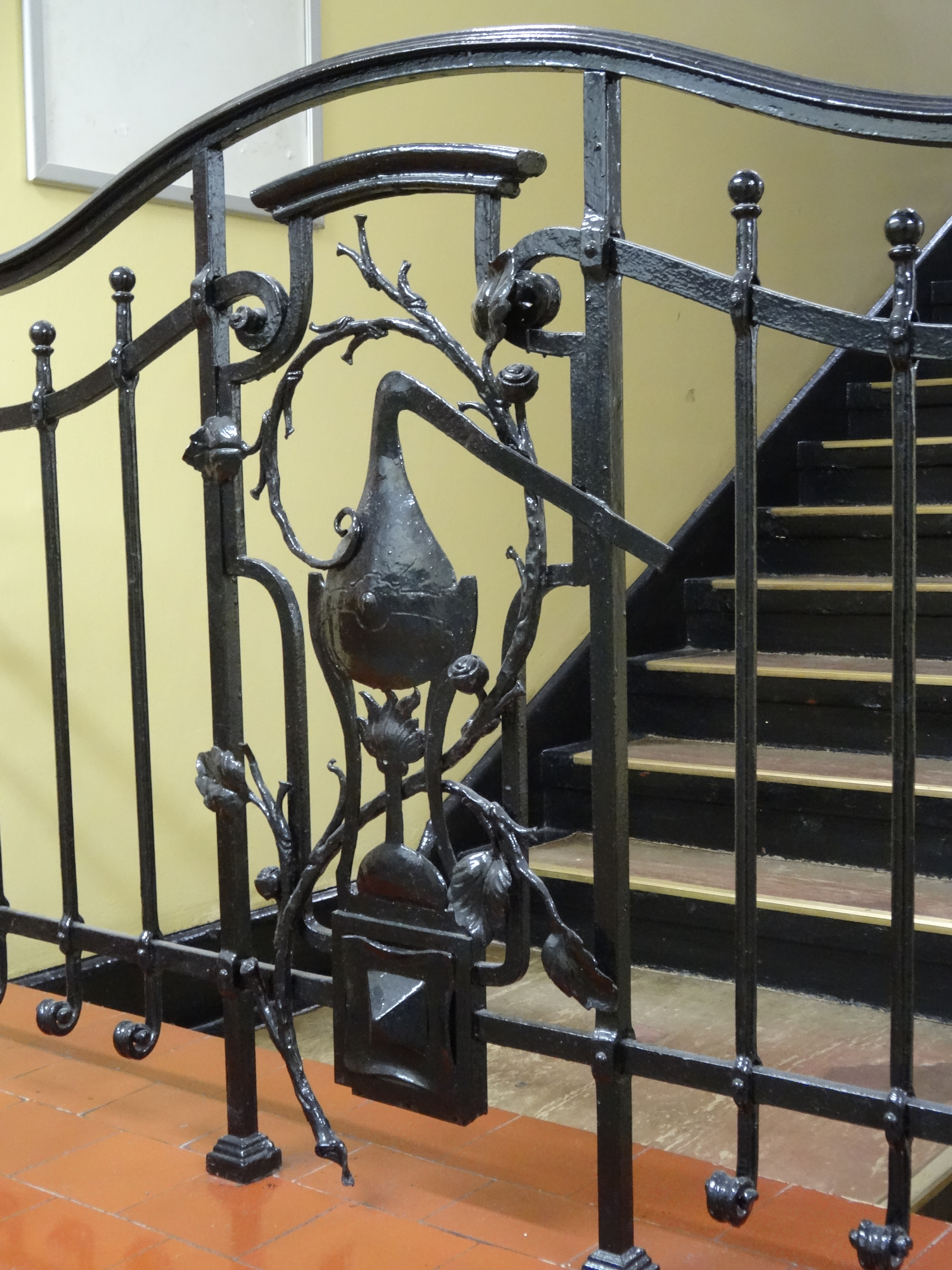
Metaloplastyka klatki schodowej na Wydziale Chemicznym Politechniki Gdańskiej. Alembik podgrzewany palnikiem, 1904.

Alembik (łac. alembicus) – dawny sprzęt laboratoryjny w postaci szklanego lub metalowego naczynia - zbiornika, zakończonego szyjką, w której osadzano korek lub specjalną głowicę z wychodzącą z niej zagiętą rurką. Służył do destylacji prostej. 
Wbrew opinii, która wynalezienie alembiku przypisuje Dżabir Ibn Hajjanowi około roku 800, urządzenie to znane było greckim alchemikom co najmniej kilkaset lat wcześniej, np. zostało opisane przez Aleksandra z Afrodyzji, żyjącego na przełomie II i III w. W średniowieczu używano go powszechnie.
Podstawowym procesem rozdzielczym prowadzonym w alembiku była destylacja z parą wodną. Do alembiku wlewano wodę i wrzucano suche lub świeże surowce roślinne (np. kwiaty róży) albo inne składniki. W temperaturze wrzenia podczas długotrwałego gotowania wody odparowywały z tej mieszaniny składniki lotne: para wodna i olejki lotne, wraz z wodą destylujące w temperaturze nie wyższej niż 100 °C. W odbieralniku po schłodzeniu tworzyły one mieszaninę mającą dwie frakcje: woda i pływająca po jej powierzchni frakcja olejków. W ten sposób otrzymywano m.in. olejki lecznicze i perfumeryjne (zawartość odbieralnika należało tylko rozdzielić w rozdzielaczu). 
Alembik służył też do destylowania bez wody różnych cieczy.
Skraplanie mieszaniny w odbieralniku jest sprawniejsze, gdy odbieralnik polewa się zimną wodą. Z czasem to pierwotne rozwiązanie zastąpiono chłodnicą na przewodzie łączącym alembik z odbieralnikiem.
Alembikiem również nazywana była dawniej, przygotowywana w domu, wódka, której składnikami są spirytus, woda i mocno przepalony (prawie przypalony) cukier. Teraz tę wódkę nazywa się "przepalanką" lub "przypalanką".
Alembik wykorzystywany jest również w destylacji wina. W wyniku tego procesu otrzymać można np. koniak, winiak czy brandy oraz inne destylaty owocowe, np. calvados czy rakiję.
Uproszczony alembik w formie jednoczęściowego naczynia to retorta.